# Круїляс, Мунельш і Сан-Садурні-да-л'Еура
Круї́ляс, Муне́льш і Сан-Садурні́-да-л'Е́ура (кат. Cruïlles, Monells i Sant Sadurní de l'Heura, вимова літературною каталанською [kɾu'iʎəs munεʎʃ i san səduɾ'ni də 'łewrə]) — муніципалітет, розташований в Автономній області Каталонія, в Іспанії. Код муніципалітету за номенклатурою Інституту статистики Каталонії — 179011. Знаходиться у районі (кумарці) Баш-Ампурда (коди району — 10 та BM) провінції Жирона, згідно з новою адміністративною реформою перебуватиме у складі Баґарії (округи) Жирона. 

## Назва муніципалітету
Назва муніципалітету походить від лат. crucĭcŭlas, лат. molinĕllos - «маленький млин», лат. sanctum — «святий», лат. Saturnīnus та лат. hĕdĕra.

## Населення
Населення міста (у 2007 р.) становить 1.291 особа (з них менше 14 років — 14,5%, від 15 до 64 — 69,6%, понад 65 років — 16%). У 2006 р. народжуваність склала 11 осіб, смертність — 9 осіб, зареєстровано 6 шлюбів. У 2001 р. активне населення становило 612 осіб, з них безробітних — 59 осіб.

Серед осіб, які проживали на території міста у 2001 р., 891 народилися в Каталонії (з них 651 особа у тому самому районі, або кумарці), 145 осіб приїхало з інших областей Іспанії, а 54 особи приїхали з-за кордону. 

Вищу освіту має 3,9% усього населення. 

У 2001 р. нараховувалося 367 домогосподарств (з них 25,9% складалися з однієї особи, 16,9% з двох осіб,21,8% з 3 осіб, 19,1% з 4 осіб, 8,4% з 5 осіб, 5,2% з 6 осіб, 1,1% з 7 осіб, 0,8% з 8 осіб і 0,8% з 9 і більше осіб).

Активне населення міста у 2001 р. працювало у таких сферах діяльності : у сільському господарстві — 7,4%, у промисловості — 20,6%, на будівництві — 17,5% і у сфері обслуговування — 54,4%. 

 У муніципалітеті або у власному районі (кумарці) працює 304 особи, поза районом — 387 осіб.

### Безробіття
У 2007 р. нараховувалося 43 безробітних (у 2006 р. — 38 безробітних), з них чоловіки становили 30,2%, а жінки — 69,8%.

## Економіка

### Підприємства міста

#### Промислові підприємства
| \| Промислові підприємства міста, за сферою діяльності \| Промислові підприємства міста, за сферою діяльності \| Промислові підприємства міста, за сферою діяльності \| \| Рік \| 2002 р. \| 2001 р. \| \| --------------------------------------------------- \| --------------------------------------------------- \| --------------------------------------------------- \| \| Енергетичні та водні ресурси \| 28,6% \| 33,3% \| \| Хімія та метали \| 21,4% \| 16,7% \| \| Переробка металів \| 28,6% \| 33,3% \| \| Продукти харчування \| 0% \| 0% \| \| Текстиль \| 0% \| 0% \| \| Виробництво меблів, видання \| 21,4% \| 16,7% \| \| Інше \| 0% \| 0% \| \| Усього підприємств \| 14 \| 12 \| |         |         |
| Промислові підприємства міста, за сферою діяльності |         |         |
| Рік | 2002 р. | 2001 р. |
| Енергетичні та водні ресурси | 28,6%   | 33,3%   |
| Хімія та метали | 21,4%   | 16,7%   |
| Переробка металів | 28,6%   | 33,3%   |
| Продукти харчування | 0%      | 0%      |
| Текстиль | 0%      | 0%      |
| Виробництво меблів, видання | 21,4%   | 16,7%   |
| Інше | 0%      | 0%      |
| Усього підприємств | 14      | 12      |

#### Роздрібна торгівля
| \| Підприємства роздрібної торгівлі міста, за сферою діяльності \| Підприємства роздрібної торгівлі міста, за сферою діяльності \| Підприємства роздрібної торгівлі міста, за сферою діяльності \| \| Рік \| 2002 р. \| 2001 р. \| \| ------------------------------------------------------------ \| ------------------------------------------------------------ \| ------------------------------------------------------------ \| \| Продукти харчування \| 36,4% \| 36,4% \| \| Одяг та взуття \| 18,2% \| 18,2% \| \| Товари для дому \| 9,1% \| 9,1% \| \| Книги та періодичні видання \| 0% \| 0% \| \| Промислова хімічна продукція \| 9,1% \| 9,1% \| \| Продукція, пов'язана з транспортними засобами \| 0% \| 0% \| \| Інше \| 27,3% \| 27,3% \| \| Усього підприємств \| 11 \| 11 \| |         |         |
| Підприємства роздрібної торгівлі міста, за сферою діяльності |         |         |
| Рік | 2002 р. | 2001 р. |
| Продукти харчування | 36,4%   | 36,4%   |
| Одяг та взуття | 18,2%   | 18,2%   |
| Товари для дому | 9,1%    | 9,1%    |
| Книги та періодичні видання | 0%      | 0%      |
| Промислова хімічна продукція | 9,1%    | 9,1%    |
| Продукція, пов'язана з транспортними засобами | 0%      | 0%      |
| Інше | 27,3%   | 27,3%   |
| Усього підприємств | 11      | 11      |

#### Сфера послуг
| \| Підприємства міста, що працюють у сфері послуг, за діяльністю \| Підприємства міста, що працюють у сфері послуг, за діяльністю \| Підприємства міста, що працюють у сфері послуг, за діяльністю \| \| Рік \| 2002 р. \| 2001 р. \| \| ------------------------------------------------------------- \| ------------------------------------------------------------- \| ------------------------------------------------------------- \| \| Гуртова торгівля \| 9,1% \| 7,7% \| \| Готелі та готельний бізнес \| 29,5% \| 28,2% \| \| Транспорт та зв'язок \| 13,6% \| 15,4% \| \| Посередницькі фінансові послуги \| 0% \| 0% \| \| Послуги підприємствам \| 4,5% \| 5,1% \| \| Послуги фізичним особам \| 27,3% \| 28,2% \| \| Нерухомість та ін. \| 15,9% \| 15,4% \| \| Усього підприємств \| 44 \| 39 \| |         |         |
| Підприємства міста, що працюють у сфері послуг, за діяльністю |         |         |
| Рік | 2002 р. | 2001 р. |
| Гуртова торгівля | 9,1%    | 7,7%    |
| Готелі та готельний бізнес | 29,5%   | 28,2%   |
| Транспорт та зв'язок | 13,6%   | 15,4%   |
| Посередницькі фінансові послуги | 0%      | 0%      |
| Послуги підприємствам | 4,5%    | 5,1%    |
| Послуги фізичним особам | 27,3%   | 28,2%   |
| Нерухомість та ін. | 15,9%   | 15,4%   |
| Усього підприємств | 44      | 39      |

## Житловий фонд
У 2001 р. 3,8% усіх родин (домогосподарств) мали житло метражем до 59 м2, 23,4% — від 60 до 89 м2, 37,1% — від 90 до 119 м2 і
35,7% — понад 120 м2.

З усіх будівель у 2001 р. 6,1% було одноповерховими, 68% — двоповерховими, 25,6
% — триповерховими, 0,2% — чотириповерховими, 0% — п'ятиповерховими, 0% — шестиповерховими,
0% — семиповерховими, 0% — з вісьмома та більше поверхами.

## Автопарк
| \| Автомобілі, зареєстровані у місті, за призначенням \| Автомобілі, зареєстровані у місті, за призначенням \| Автомобілі, зареєстровані у місті, за призначенням \| \| Рік \| 2006 р. \| 2005 р. \| \| -------------------------------------------------- \| -------------------------------------------------- \| -------------------------------------------------- \| \| Приватні автомобілі \| 56,1% \| 58,2% \| \| Мотоцикли \| 13,1% \| 11,6% \| \| Вантажівки \| 26,2% \| 26,1% \| \| Трактори \| 0,3% \| 0,3% \| \| Автобуси та ін. \| 4,3% \| 3,8% \| \| Усього автомобілів \| 1.303 шт. \| 1.250 шт. \| |           |           |
| Автомобілі, зареєстровані у місті, за призначенням |           |           |
| Рік | 2006 р.   | 2005 р.   |
| Приватні автомобілі | 56,1%     | 58,2%     |
| Мотоцикли | 13,1%     | 11,6%     |
| Вантажівки | 26,2%     | 26,1%     |
| Трактори | 0,3%      | 0,3%      |
| Автобуси та ін. | 4,3%      | 3,8%      |
| Усього автомобілів | 1.303 шт. | 1.250 шт. |

## Вживання каталанської мови
У 2001 р. каталанську мову у місті розуміли 95,4% усього населення (у 1996 р. - 98,1%), вміли говорити нею 84,6% (у 1996 р. - 
93%), вміли читати 79,9% (у 1996 р. - 84,2%), вміли писати 59,5
% (у 1996 р. - 48,9%). Не розуміли каталанської мови 4,6%.

## Політичні уподобання
У виборах до Парламенту Каталонії у 2006 р. взяло участь 582 особи (у 2003 р. - 640 осіб). Голоси за політичні сили розподілилися таким чином:
| \| Вибори до Парламенту Каталонії \| Вибори до Парламенту Каталонії \| Вибори до Парламенту Каталонії \| \| Рік \| 2006 р. \| 2003 р. \| \| -------------------------------------- \| ------------------------------ \| ------------------------------ \| \| Конвергенція та Єднання (CiU) \| 33,5% \| 32,5% \| \| Соціалістична партія Каталонії (PSC) \| 20,8% \| 16,4% \| \| Народна партія (PP) \| 3,6% \| 4,7% \| \| Ініціатива за Каталонію — Зелені (ICV) \| 8,2% \| 10% \| \| Республіканська лівиця Каталонії (ERC) \| 31,8% \| 34,5% \| \| Громадяни — Громадянська партія (C's) \| 0,3% \| 0% \| \| Інші \| 1,7% \| 1,9% \| |         |         |
| Вибори до Парламенту Каталонії |         |         |
| Рік | 2006 р. | 2003 р. |
| Конвергенція та Єднання (CiU) | 33,5%   | 32,5%   |
| Соціалістична партія Каталонії (PSC) | 20,8%   | 16,4%   |
| Народна партія (PP) | 3,6%    | 4,7%    |
| Ініціатива за Каталонію — Зелені (ICV) | 8,2%    | 10%     |
| Республіканська лівиця Каталонії (ERC) | 31,8%   | 34,5%   |
| Громадяни — Громадянська партія (C's) | 0,3%    | 0%      |
| Інші | 1,7%    | 1,9%    |

У муніципальних виборах у 2007 р. взяло участь 645 осіб (у 2003 р. - 690 осіб). Голоси за політичні сили розподілилися таким чином:
| \| Муніципальні вибори \| Муніципальні вибори \| Муніципальні вибори \| \| Рік \| 2007 р. \| 2003 р. \| \| -------------------------------------- \| ------------------- \| ------------------- \| \| Конвергенція та Єднання (CiU) \| 14,9% \| 19,1% \| \| Соціалістична партія Каталонії (PSC) \| 56,9% \| 21,2% \| \| Народна партія (PP) \| 0% \| 0% \| \| Ініціатива за Каталонію — Зелені (ICV) \| 0% \| 7,5% \| \| Республіканська лівиця Каталонії (ERC) \| 28,2% \| 25,7% \| \| Громадяни — Громадянська партія (C's) \| 0% \| 0% \| \| Інші \| 0% \| 26,5% \| |         |         |
| Муніципальні вибори |         |         |
| Рік | 2007 р. | 2003 р. |
| Конвергенція та Єднання (CiU) | 14,9%   | 19,1%   |
| Соціалістична партія Каталонії (PSC) | 56,9%   | 21,2%   |
| Народна партія (PP) | 0%      | 0%      |
| Ініціатива за Каталонію — Зелені (ICV) | 0%      | 7,5%    |
| Республіканська лівиця Каталонії (ERC) | 28,2%   | 25,7%   |
| Громадяни — Громадянська партія (C's) | 0%      | 0%      |
| Інші | 0%      | 26,5%   |